# Размеђа (филм)
Размеђа је југословенски играни филм из 1973. године. Режирао га је Крешимир Голик, а сценарио је написао Мирко Саболовић.
Ово је један од посљедњих југословенских играних филмова који је снимљен у црно-бијелој техници. Снимљен је у Подгорцима код Бјеловара.
Павле Вуисић је за главну улогу добио „Гран При“ на фестивалу у Нишу.

## Радња
Пајо је вредни, усамљени и богати сељак. Његовом сину Томи је био досадан живот у селу и покушао је да потражи срећу у граду, када је остао без новца враћа се на имање по ново следовање, а Пајо покушава да га наговори да остане.
Пајо се скроз запушта: спава у штали, не пере се нити мења одећу, непријатељски се опходи према Манди, жени која је дошла живети код њега и бринути се о њему.

## Улоге
| Глумац            | Улога            |
| ----------------- | ---------------- |
| Павле Вуисић      | Пајо             |
| Зденка Трах       | Манда            |
| Антон Врбенски    | Томо             |
| Јован Стефановић  | Марко            |
| Златко Мадунић    | Камионџија       |
| Илија Ивезић      | Лугар            |
| Славица Марас     |                  |
| Вања Тимер        | Томова газдарица |
| Мирослав Боман    |                  |
| Рикард Брзеска    | Пословођа        |
| Драгутин Врбенски |                  |